# Уорренпойнт
Уорренпо́йнт (англ. Warrenpoint, ирл. an Phointe) — малый город в районе Ньюри и Мурн, находящийся в графстве Даун Северной Ирландии.
Местная железнодорожная станция была открыта 9 мая 1849 года.

## Демография
Уорренпойнт определяется Northern Ireland Statistics and Research Agency (NISRA) как малый таун (то есть как город с населением от 4500 до 10 000 человек).